# Snorri Guðjónsson
Snorri Steinn Guðjónsson (Reykjavík, 17 de outubro de 1981) é um handebolista profissional islandês, medalhista olímpico.
Snorri Guðjónsson fez parte do elenco da inédita medalha de prata, em Pequim 2008.